# George dos Santos Paladini
George dos Santos Paladini, oftmals nur George, (* 13. März 1978 in Rio de Janeiro) ist ein ehemaliger brasilianischer Fußballspieler.

## Karriere
George spielte 1999 für den América FC in Natal, bevor er zum portugiesischen Erstligaaufsteiger CD Santa Clara wechselte. In seiner ersten Saison in Portugal stieg der Klub in die Liga de Honra ab, schaffte aber bereits in der folgenden Saison den Wiederaufstieg. Zwei weitere Saisonen hielt sich Santa Clara in der SuperLiga, nach dem erneuten Erstligaabstieg 2003 spielte man auch in der 2. Liga gegen den Abstieg. Ende 2005 kehrte George nach Brasilien zurück und spielte die nächsten Monate für Sport Recife, bevor er im Sommer 2006 zum venezolanischen Erstligisten Carabobo FC wechselte.
Im Juni 2007 wurde der Offensivakteur als einer von vier Brasilianern vom neu gegründeten neuseeländischen A-League-Team Wellington Phoenix verpflichtet und kam in der Frühphase der Saison zu vier Ligaeinsätzen. Bereits Anfang November 2007 wurde er gemeinsam mit seinem Landsmann Cleberson wieder aus seinem Vertrag entlassen, da er in den weiteren Planungen von Phoenix keine Rolle mehr spielte. George spielte in der Folge erneut für Carabobo, 2010 schloss er sich für eine Spielzeit dem argentinischen Klub Deportivo Armenio an.